# Нгерулмуд
Нгерулмуд (на английски: Ngerulmud) е столицата на Палау от 7 октомври 2006 г., когато заменя Корор, най-големия град на острова. Селището е разположено на остров Баделдаоб (най-големият остров на страната) в щата Мелекеок, намиращ се на 20 km североизточно от Корор. Населението на Нгерулмуд е около 250 души.

## История
Предишната временна столица на Палау е Корор. Конституцията на страната, ратифицирана през 1979 г., дава инструкции на Националния конгрес на Палау да създаде постоянна столица на Баделдаоб до десет години след дата на влизане в сила на конституцията. Планирането на новата столица започва през 1986 г., когато договор за построяване на капитолния комплекс е възложен на хавайска архитектурна компания, която вече има опит с проектирането на капитолния комплекс на държавата Микронезия (Паликир). Напредва се бавно, тъй като на Палау няма достатъчно инженери и архитекти, а повечето от строителните материали трябва да се внасят от вън.
По-нататъшните работи не започват до началото на 21 век, когато Палау си осигурява заем за 20 милиона щатски долара от Тайван като част от усилията двете държави да подобрят отношенията си и дипломатическото признание на Тайван от Палау. Съдържайки отделни сгради за законодателната, съдебната и изпълнителната власт, свързани чрез централен отворен площад, комплексът струва над 45 милиона щатски долара и е официално открит на 7 октомври 2006 г., като на церемонията присъстват над 5000 души. Държавните служители се преместват от офисите си в Корор към нови в Нгерулмуд малко след това.
Статия на The Wall Street Journal от 2013 г. докладва, че сградата на капитола, която не е пригодена за местния климат, е въвлякла Палау в дълг, а повреда във вентилационната система е причинила плъзване на мухъл. През април 2013 г. пощенската служба на Нгерулмуд е затворена за постоянно като част от мерки за намаляване на разходите, въведени от пощенския началник. Сградата на пощата е създадена през декември 2011 г. и една от едва две в цялата страна (друга е в Корор). По време на 16-месечния си период на работа, разходите ѝ надминават 30 000 долара, докато доходите, основно от пощенски марки, възлизат само на 2000 долара. Нгерулмуд е единственото селище в Палау със собствен пощенски ZIP-код, 96939, докато останалата част от страната използва 96940, който е част от системата на Пощенската служба на САЩ по силата на Спогодбата за свободно сдружаване със САЩ.
През юли 2014 г. Нгерулмуд е домакин на официалното откриване на 45-ия форум на тихоокеанските острови. Въпреки това, повечето от събитията на форума се провеждат в Корор. През февруари 2016 г. Нгерулмуд става домакин на 16-ата среща на микронезийските президенти, на която присъстват президентите на Палау, Маршалови острови и Федеративни щати Микронезия.